# Ounasvaara
Ounasvaara [ˈɔu̯nɑsvɑːrɑ] ist ein 204 Meter hoher Berg in der Stadt Rovaniemi in Finnisch-Lappland. Der Hausberg Rovaniemis erhebt sich direkt gegenüber dem Stadtzentrum am linken Ufer des Flusses Kemijoki. Am Fuß des Berges liegt der Stadtteil Ounasrinne. Der bewaldete Ounasvaara ist ein beliebtes Naherholungsgebiet für die Einwohner Rovaniemis. 

## Skisportzentrum Ounasvaara
Am Ounasvaara befindet sich ein Skisportzentrum, in dem nordische und alpine Disziplinen betrieben werden. Das Schanzenzentrum Ounasvaara betreibt mehrere Skisprungschanzen, darunter die Ounasvaara-Schanze mit einer Hillsize von 100 Metern, auf der Wettbewerbe des Skisprung-Continental-Cups ausgetragen werden.